# Tiro nos Jogos Olímpicos de Verão de 2008 - Fossa olímpica dublê masculino
A prova da fossa olímpica dublê masculino do tiro dos Jogos Olímpicos de Verão de 2008 foi disputada no dia 12 de agosto na Arena de Tiro de Pequim. 
Nesta prova, cada atirador faz três séries de 50 disparos em direção a pratos que são lançados em direções aleatórias. Dois pratos são lançados a cada vez, e o atirador tem que acertar cada um com apenas um disparo. O número de pratos acertados é a pontuação do atirador. Os seis melhores da fase classificatória avançam para a final, em que é feita mais uma série de 50 disparos, com nível de dificuldade maior. Conquista o ouro o atirador que fizer mais pontos somando os resultados da fase classificatória e da final.

## Medalhistas
| Ouro   | USA Walton Eller        |
| Prata  | ITA Francesco D'Aniello |
| Bronze | CHN Hu Binyuan          |

## Qualificação
Nas etapas A e B, os pratos são lançados com uma diferença de cinco graus (um prato sai reto e um para o lado). Na etapa C, a diferença é de dez graus (cada prato vai para um lado).
| Pos. | Atleta                      | CON | A  | B  | C  | Total | Desempate |
| ---- | --------------------------- | --- | -- | -- | -- | ----- | --------- |
| 1    | Walton Eller                | USA | 48 | 49 | 48 | 145   |           |
| 2    | Francesco D'Aniello         | ITA | 48 | 46 | 47 | 141   |           |
| 3    | Jeffrey Holguin             | USA | 45 | 48 | 47 | 140   |           |
| 4    | Hu Binyuan                  | CHN | 48 | 42 | 48 | 138   |           |
| 5    | Richard Faulds              | GBR | 45 | 46 | 46 | 137   |           |
| 6    | Russell Mark                | AUS | 45 | 48 | 43 | 136   | 6         |
| 7    | Ahmed Al Maktoum            | UAE | 46 | 45 | 45 | 136   | 5         |
| 8    | William Chetcuti            | MLT | 47 | 45 | 44 | 136   | 3         |
| 9    | Roland Gerebics             | HUN | 44 | 47 | 45 | 136   | 1         |
| 10   | Daniele Di Spigno           | ITA | 44 | 46 | 45 | 135   |           |
| 11   | Håkan Dahlby                | SWE | 45 | 45 | 45 | 135   |           |
| 12   | Wang Nan                    | CHN | 42 | 46 | 46 | 134   |           |
| 13   | Steven Scott                | GBR | 43 | 45 | 46 | 134   |           |
| 14   | Vasily Mosin                | RUS | 41 | 47 | 43 | 131   |           |
| 15   | Rajyavardhan Singh Rathore  | IND | 43 | 45 | 43 | 131   |           |
| 16   | Vitaly Fokeev               | RUS | 45 | 44 | 41 | 130   |           |
| 17   | Lucas Rafael Bennazar Ortiz | PUR | 45 | 39 | 39 | 123   |           |
| 18   | Graeme Ede                  | NZL | 38 | 40 | 35 | 113   |           |
| 19   | Giuseppe Di Salvatore       | CAN | 38 | 34 | 37 | 109   |           |

## Final
Na final, é repetida a série C da classificatória.
| Pos.              | Atleta                  | Qual. | Final | Total |
| ----------------- | ----------------------- | ----- | ----- | ----- |
| Medalha de ouro   | USA Walton Eller        | 145   | 45    | 190   |
| Medalha de prata  | ITA Francesco D'Aniello | 141   | 46    | 187   |
| Medalha de bronze | CHN Hu Binyuan          | 138   | 46    | 184   |
| 4                 | USA Jeffrey Holguin     | 140   | 42    | 182   |
| 5                 | AUS Russell Mark        | 136   | 45    | 181   |
| 6                 | GBR Richard Faulds      | 137   | 43    | 180   |